# Europeada
Europeada je evropské mistrovství národnostních menšin v kopané organizované Federálním svazem evropských národností ve spolupráci s konkrétní hostitelskou menšinou. Zatím byla zorganizována jen dvakrát, v roce 2008 a v roce 2012.

## 2008
Poprvé se Europeada konala v roce 2008 u příležitosti mistrovství Evropy ve fotbale 2008, hostitelskou menšinou byli Rétorománi a soutěž se uskutečnila v kantoně Graubünden ve Švýcarsku. Ve finále porazili Němci z Jižního Tyrolska fotbalisty z chorvatské menšiny v Srbsku.

## 2012

Místa zápasů Europeady v roce 2012

Podruhé se Europeada pořádá v roce 2012 u příležitosti mistrovství Evropy ve fotbale 2012. Hostitelskou menšinou jsou Lužičtí Srbové a turnaj se tak koná v Horní Lužici pod patronátem saského ministerského předsedy Stanisława Tilicha, který sám patří k řečené menšině. Organizačně je turnaj zastřešen Domowinou a jeho mediálním partnerem je  Středoněmecký rozhlas (MDR).

## 2016
Potřetí se Europeada pořádá v roce 2016 u příležitosti mistrovství Evropy ve fotbale 2016. Hostitelskou menšinou jsou Němci z Jižního Tyrolska a turnaj se tak koná v Jižním Tyrolsku. Ve finále porazili Němci z Jižního Tyrolska fotbalisty z Okcitánie. Poprvé se konalo i mmistrovství dámské. Také ve finále porazily Němky z Jižního Tyrolska fotbalistky z Okcitánie. 